# Dipoena sedilloti
Dipoena sedilloti är en spindelart som först beskrevs av Simon 1885.  Dipoena sedilloti ingår i släktet Dipoena och familjen klotspindlar. Inga underarter finns listade i Catalogue of Life.